# Oberbachheim
Oberbachheim ist eine Ortsgemeinde im Rhein-Lahn-Kreis in Rheinland-Pfalz. Sie hat etwa 200 Einwohner und gehört der Verbandsgemeinde Nastätten an.

## Geschichte
Oberbachheim war wohl bereits in fränkischer Zeit besiedelt. Erstmals urkundlich erwähnt wurde der Ort im Jahre 1145 als Bacheim als ein Gut des Klosters Schönau, wobei anzunehmen ist, dass dieses Gut in Niederbachheim stand. Niederbachheim und Oberbachheim wurden urkundlich dann erstmals 1361 durch den Zusatz Ober und Nieder unterschieden.
Oberbachheim hat eine wechselvolle Geschichte. Zunächst gehörte der Ort zum Einrichgau im Besitz des Grafen von Arnstein. Später ging es an die Herren von Isenburg und 1160 an die Grafen von Nassau und die Grafen von Katzenelnbogen und wurde somit Teil des Vierherrischen. 1479 erbten die Landgrafen von Hessen die Güter von Oberbachheim und 1667 unterstand der Ort hessischen Verwaltung durch das Amt Reichenberg. 1774 kam der Ort wegen der Auflösung des Vierherrischen an Hessen-Kassel und wurde nun vom Amt Nastätten verwaltet. Von 1806 bis 1813 war es schließlich unter französischer Herrschaft und kam 1815 durch Austausch von Kurhessen an das Herzogtum Nassau. Hier wurde es 1816 dem Amt Braubach unterstellt. Zu Preußen gehörte es ab 1866, um dann nach 1945 zum jetzigen Land Rheinland-Pfalz zu gelangen.

## Politik

### Gemeinderat
Der Gemeinderat in Oberbachheim besteht aus sechs Ratsmitgliedern, die bei der Kommunalwahl am 9. Juni 2024 in einer Mehrheitswahl gewählt wurden, und dem ehrenamtlichen Ortsbürgermeister als Vorsitzendem.

### Bürgermeister
Ortsbürgermeister von Oberbachheim ist Stefan Wöll. Bei der Direktwahl am 26. Mai 2019 war kein Bewerber angetreten. Die rheinland-pfälzischer Gemeindeordnung sieht für diesen Fall eine Wahl durch den Gemeinderat vor, die am 26. Juni 2019 erfolgte. Wöll ist Nachfolger von Manfred Schmidt, der nicht erneut angetreten war. Für die Direktwahl am 9. Juni 2024 wurde erneut kein Wahlvorschlag eingereicht. Daher erfolgte die Wahl durch den neuen Gemeinderat, der auf seiner konstituierenden Sitzung am 9. Juli 2024 Stefan Wöll für weitere fünf Jahre in seinem Amt bestätigte.

## Verkehr
Der Ort besaß einen Haltepunkt an der Bahnstrecke Oberlahnstein–Nastätten der Nassauischen Kleinbahn.